# 6-CAT
6-Hloro-2-aminotetralin (6-CAT) je lek koji deluje kao selektivni agens oslobađanja serotonina (SSRA) i mogući entaktogen kod ljudi. To je kruti analog para-hloroamfetamina (PCA).
According to Nichols et al., 6-CAT is a non-neurotoxic analog of PCA.